# 24. listopada
24. listopada (24. 10.) 297. je dan godine po gregorijanskom kalendaru (298. u prijestupnoj godini).
Do kraja godine ima još 68 dana.

## Događaji
- 1929. – "Crni Četvrtak" propast tržišta vrijednosnim papirima u New York-u.
- 1935. – Italija okupirala Etiopiju.
- 1945. – Osnovani Ujedinjeni narodi.
- 1964.- Sjeverna Rodezija stekla neovisnost od Ujedinjenog kraljevstva i postaje Republika Zambija (Južna Rodezija ostaje kolonija).
- 2003. – Concorde izvršio posljednji komercijalni let.
- 2007. – Počela gradnja pelješkoga mosta.

| - 1503. – Izabela Portugalska, španjolska kraljica - 1632. – Antoni van Leeuwenhoek, nizozemski trgovac i znanstvenik († 1723.) - 1767. – Tomaš Mikloušić, hrvatski (kajkavski) pisac, prevoditelj, dramatik († 1833.) - 1921. – Srebrenka (Sena) Jurinac, hrvatska operna pjevačica - 1929. – Milivoj Slaviček, hrvatski pisac († 2012.) - 1947. – Kevin Kline, američki glumac - 1966. – Roman Abramovič, ruski naftni magnat - 1976. – Nataša Vezmar, hrvatska tekvandoašica - 1985. – Wayne Rooney, engleski nogometaš - 1985. – Andro Švrljuga, hrvatski nogometaš - 1992. – Katarina Strahinić, hrvatska glumica | - 996. – Hugo Capet, francuski kralj (* oko 938.) - 1601. – Tycho Brahe, danski astronom (* 1546.) - 1870. – Antun Marija Claret, španjolski svetac (* 1807.) - 1873. – Ivan Dežman, hrvatski književnik i liječnik (* 1841.) - 1938. – Ernst Barlach, njemački kipar i književnik (* 1870.) - 1944. – Petar Perica, hrvatski svećenik, žrtva jugokomunističkih zločina († 1881.) - 1957. – Christian Dior, francuski modni dizajner (* 1905.) - 1972. – Jackie Robinson, američki igrač bejzbola (* 1919.) - 1974. – Bartol Petrić, hrvatski slikar (* 1899.) - 1987. – Ino Perišić, hrvatski dirigent i skladatelj (* 1920.) - 2013. – Boris Magaš, hrvatski arhitekt i akademik (* 1930.) |

## Blagdani i spomendani
- Dan grada Makarske